# Joseph de Boniface de La Môle
Joseph Boniface de La Môle (khoảng 1526 - 30 tháng 4 năm 1574) là một nhà quý tộc người Huguenot (nhóm người Pháp theo đạo Tin Lành).
Ông là người tỉnh Provence và là tình nhân của Marguerite của Pháp (cùng nhiều phụ nữ khác), trong thời kỳ đầu cuộc hôn nhân của bà với Henri xứ Navarre, vị vua Henry IV tương lai của nước Pháp.
La Môle đã phục vụ François, Công tước của Anjou và Alençon, em trai của Marguerite và con trai út của vua Henri II của Pháp và hoàng hậu Catherine de' Medici. Ông đã đại diện cho Công tước trong những cuộc điều đình hôn nhân với nữ hoàng Elizabeth I của Anh vào năm 1572.
Ông cũng đã dính líu vào những âm mưu với François và Henri, khiến Catherine de' Medici căm ghét ông, và khiến ông bị tra tấn và chém đầu năm 1574, cùng với người bạn thân là Bá tước Annibal de Coconas.
Bá tước de La Môle bị kết án tử vì cáo buộc yểm bùa Đức vua Charles IX do Thái hậu Caterina de' Medici bày ra, bằng một cây kim đâm vào trái tim hình nhân bằng sáp có đội vương miện. Nhà vua trẻ tuổi phải chết vì bị Thái hậu vô tình đầu độc bằng cuốn sách tẩm độc, khi bà cố giết chết Henri de Navarre, nhà vua phải vờ như không biết và chết trong im lặng vì danh dự hoàng tộc và danh dự nước Pháp. Bá tước de La Mole cùng bạn là Bá tước Coconas phải chết vì bí mật ấy. Khi chịu nhục hình nhưng ông vẫn nhất quyết không khai lấy một lời về mối tình với Marguerite.
Tình bạn giữa ông và Coconas là những người tri kỉ. Annibal đã chịu bị bắt cùng bạn trong khi ông có thể trốn thoát. Họ cùng chết với nhau trên đoạn đầu đài trong sự kiêu hãnh của những nhà quý tộc.